# Ketové
Ketové (ketsky Ostygan, rusky Кеты) jsou sibiřský národ v současnosti obývající malé území v Krasnojarském kraji podél středního toku Jeniseje. Dříve než byli rozpoznáni jako samostatný národ, používalo se pro ně a některá další etnika společné označení Osťáci, pro samotné Kety pak jenisejští Osťáci.

## Etnonymum
V dobách imperiálního Ruska se pro celou skupinu nepříbuzných národů žijících v oblasti kolem řek Obu a Jeniseje používalo označení Osťáci, turkické slovo označující cizince. Později začali být rozlišováni na obské Osťáky, dnes známé jako Chanty, a jenisejské Osťáky, tedy Kety. Samotné jméno Ket, v ketštině prostě „člověk“, vstoupilo v oficiální platnost v 30. letech 20. století, kdy se v Sovětském svazu začala hojněji užívat autoetnonyma, tedy označení národů v jejich vlastním jazyce.

## Dějiny
Dnešní Ketové jsou posledními přežívajícími příslušníky kdysi rozsáhlé skupiny národů obývajících rozsáhlé území na jihu střední Sibiře. Ostatní, jižněji žijící národy této skupiny byly asimilovány okolními (Rusy, Evenky, Chakasy) v průběhu 17.–19. století.

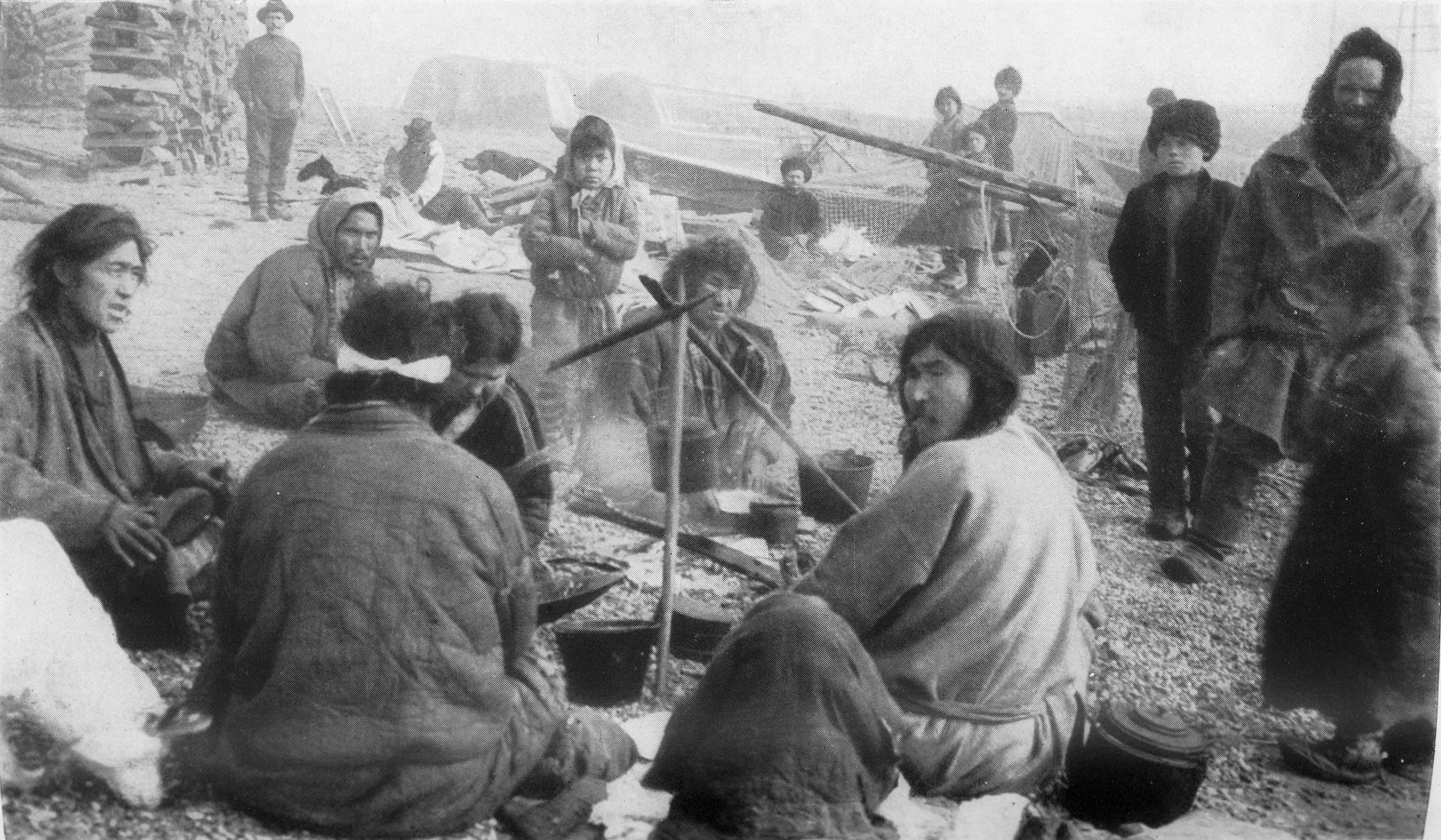
Ketské tábořiště, 1914

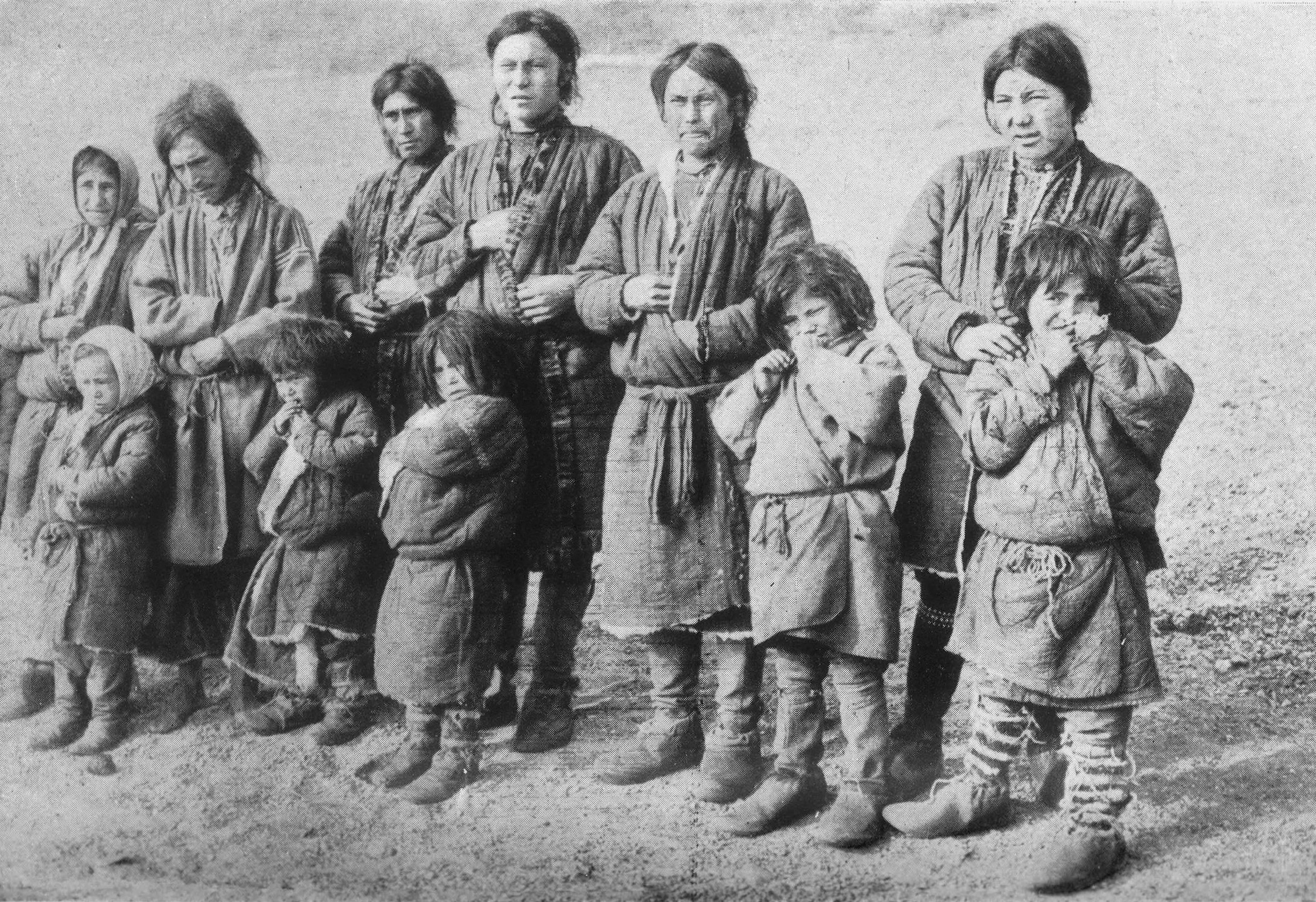
Ketové s dětmi, 1914

Předci Ketů doputovali do dnešního území z jižněji ležících oblastí. Legendy vypráví o dávném útěku před „horskými lidmi“ (Tystad) přes vysoké pohoří na sever do tajgy; nejpravděpodobnějším místem konání této události jsou Sajany na rusko-mongolské hranici. O jižním původu svědčí také celá řada starých místních názvů na jihu Sibiře; většina hydronym (jména řek) v této oblasti pochází právě z ketského jazyka. Dalším zajímavým argumentem je tradiční ketský oděv, na rozdíl od okolních kmenů v tajze nosili Ketové volné kaftany, teprve později dodatečně přizpůsobené drsnému severskému podnebí.
Počátkem 17. století dobyli oblast ruští kozáci a uvalili na Kety povinnost platit daně. Marně se stavěli na odpor, jejich luky a šípy nemohly ruským zbraním konkurovat. Aby se okupanti pojistili proti hromadným vzpourám, proběhly rozsáhlé deportace, které narušily tradiční vysoce organizovanou strukturu společnosti.
Za každého člověka bylo nutné ročně odevzdat úřadům 5–12 sobolích, veverčích nebo jiných kožešin. Protože výše odváděných dávek závisela jen na libovůli úředníků, upadlo brzy mnoho Ketů do dluhů. Mnoho z nich zahynulo hladem, jiní na následky nemocí přivezených z Evropy (neštovice, břišní tyfus, chřipka), které se šířily formou epidemie. V 19. století byl národ natolik zdecimován, že již nebyl schopný samostatné existence nezávislé na ruském zásobování.
Příchod sovětské éry znamenal konec nomádského způsobu života. Ketové byli nuceni se usadit v trvalých sídlech budovaných po sovětském vzoru. Vznikaly zde kolchozy, kde se chovali sobi a dobytek a pěstovala zelenina; staleté stravovací návyky byly vytlačované ruskými, lidé si zvykli kupovat potraviny v obchodech. Stejně tak i ostatní ruská kultura (například odívání, hygiena) byla předkládána jako pokroková. Děti začaly chodit do škol, na nižším stupni probíhala výuka nejdříve v ketštině, od 50. let výhradně rusky. Rusifikace proběhla prakticky ve všech oblastech denního, kulturního i společenského života.
Podle sčítání lidu v roce 2002 žilo v Rusku 1494 lidí ketské národnosti (pro srovnání: v roce 1989 se ke své národnosti přihlásilo 1113 Ketů). Ketštinu jako svůj jazyk uvedlo 485 z nich, což je patrně značně nadhodnocený odhad. Sociolingivistické průzkumy probíhající v letech 1999–2005 ukazují, že ketsky mluví dohromady necelých 150 obyvatel, z toho zdaleka ne všichni plynule.

## Jazyk
Ketština, tradiční jazyk Ketů, je posledním přežívajícím členem jenisejské jazykové rodiny, u níž byla prokázána příbuznost se severoamerickou jazykovou rodinou Na-Dené. Podle současných znalostí tak ketština zůstává jediným jazykem dokládajícím pleistocenní migraci člověka z Asie do Ameriky. Zejména v průběhu 20. století však proběhla výrazná asimilace ketského obyvatelstva Rusy a ketštinu tak dnes ovládá jen několik desítek lidí, převážně starší generace.

## Náboženství
Podobně jako u většiny domorodých sibiřských kmenů byl hlavním kmenovým náboženstvím šamanismus. Šaman zastával jak funkci kněze, tak i léčitele. Za účasti svých pomocných duchů zprostředkovával spojení světa živých se světem duchů a předků. Duch Es’ představoval nebe, mužský princip a dobro, zatímco jeho žena Hosedam (Qosedam) ztělesňovala zemi, ženský princip a zlo a připisoval se jí původ všech nemocí a neštěstí. Mezi Kety panoval po Sibiři rozšířený kult uctívání medvěda, kromě toho měla každá menší skupina své posvátné zvíře, které bylo zakázáno zabíjet.

## Tradiční styl života

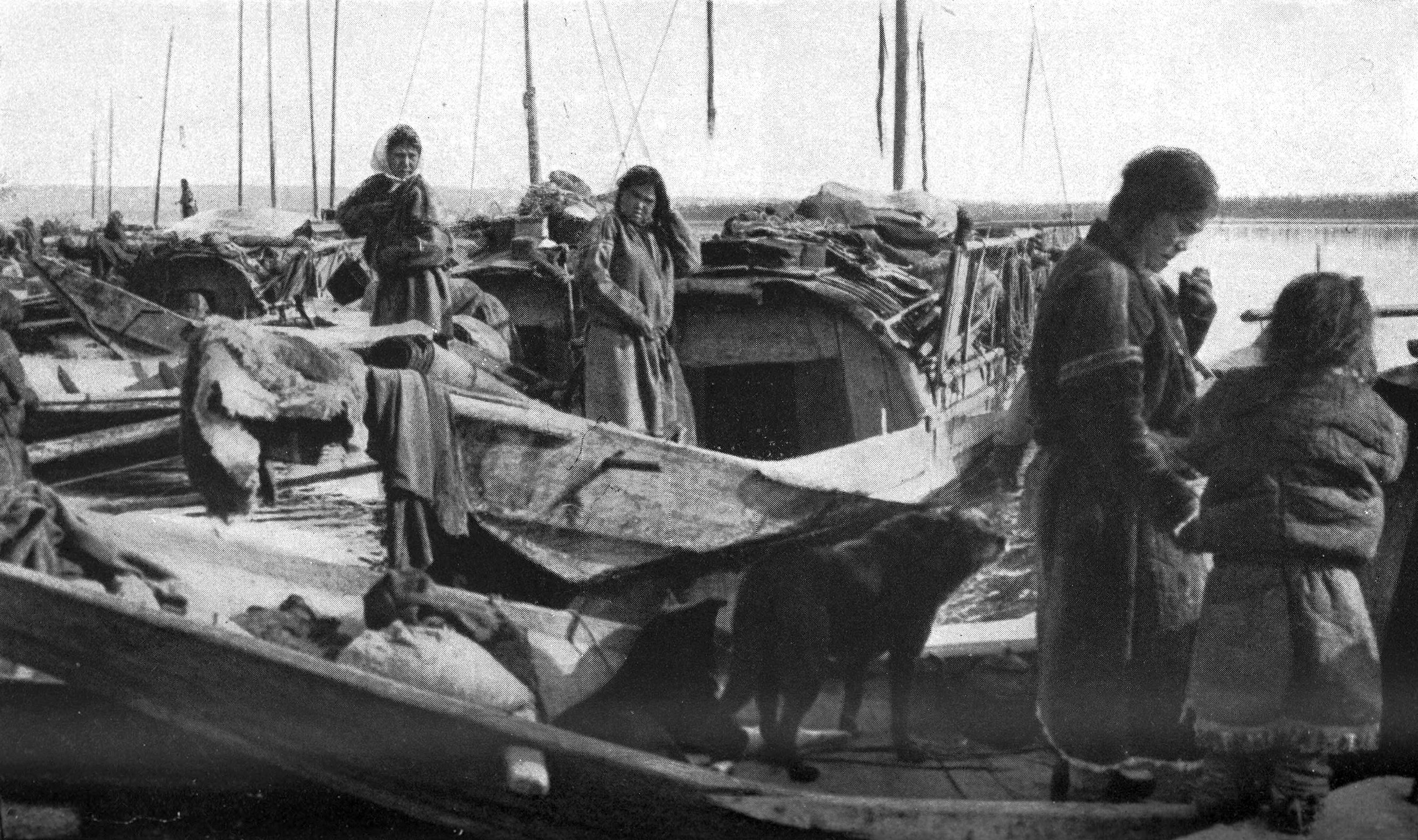
Obytné lodě Ketů (ilimka), 1914

Hlavním způsobem obživy Ketů byl lov zvěře, rybolov a obchodování s kožešinami. Svou kořist (zejména divoké kachny, veverky) lovili dřevěnými šípy s otrávenými hroty, jako jed používali zkažený rybí olej. Ve srovnání s okolními národy tajgy (zejména Samojedy) probíhal chov sobů jen v omezené míře a vždy pouze jako doplněk k primárnímu lovu a sběru.
Tradičním ketským letním obydlím byly obytné lodě s plochým dnem zvané ilimka (na obrázku) a čumy, kryté plstí nebo pláty kůry, zvané qus. Zimu přečkávali v zemnicích zvaných banggus; ženy s dětmi zůstávaly uvnitř, zatímco muži chodili na lov.